# Modlitewnik (książka)

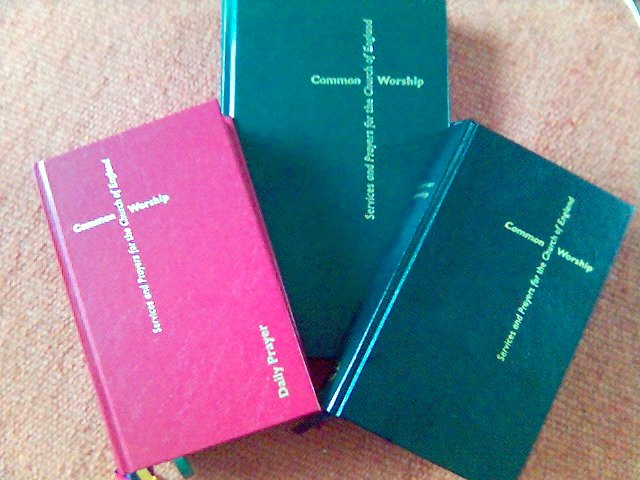
Modlitewniki anglikańskie

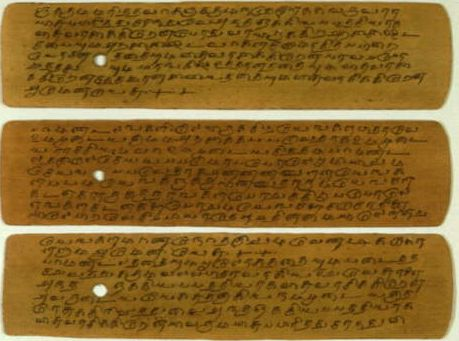
Chrześcijańskie modlitwy w języku tamilskim

Modlitewnik – książka lub broszura, niekiedy małych rozmiarów, zawierająca od kilkunastu do nawet kilkuset modlitw, a często także opis obrządków liturgicznych, teksty pieśni, skrócony wykład prawd wiary itp. Modlitewnik odzwierciedla tradycję religijną, z której wyrasta, i jest zwykle dokumentem aprobowanym przez władze duchowne wyznania do użytku wiernych.
Modlitewniki w językach narodowych, przeznaczone do użytku osób świeckich, pojawiły się w Europie po raz pierwszy w późnym średniowieczu.

## Najdawniejsze modlitewniki polskie
Do dziś zachowało się kilka polskich modlitewników z XV w. i początków XVI w. Najstarszy z nich ocalał tylko we fragmencie i pochodzi z pierwszej ćwierci XV w. Został on odnaleziony w Bibliotece Jagiellońskiej w oprawie kodeksu należącego do Pawła z Piotrkowa, rektora Akademii Krakowskiej w 1442 roku.
Pozostałe najstarsze rękopiśmienne modlitewniki polskie to m.in. Godzinki Wacława (z lat 1476–1482), Modlitewnik Nawojki (koniec XV w.), Modlitewnik siostry Konstancji (1527), Modlitewnik Olbrachta Gasztołda (1528), Książeczka do spowiedzi królewny Jadwigi (1530). W niektórych z nich znaleźć można tłumaczenia tekstów modlitewnych z brewiarza.
Natomiast pierwszym drukowanym modlitewnikiem polskim jest Raj duszny Biernata z Lublina, opublikowany w 1513 roku w Krakowie. Cieszył się on dużą popularnością aż do XVII w., podobnie zresztą, jak i późniejsza od niego Harfa duchowna w opracowaniu jezuity Marcina Laterny, wydana po raz pierwszy w 1585 roku w Krakowie.

## Książeczki do nabożeństwa
Modlitewniki pierwszokomunijne, zwane książeczkami do nabożeństwa, są poświęcane i wręczane dzieciom w trakcie przygotowań do pierwszej komunii świętej. Książeczka do nabożeństwa może posiadać działy takie jak: Msza święta, Sakramenty, Modlitwy, Droga krzyżowa, Nabożeństwa do Matki Bożej, Nieszpory, Pieśni i in.

## Mobilne modlitewniki
Odkąd na rynku zapanowały urządzenia mobilne z systemem Android czy IoS, na rynku zaczęły pojawiać się mobilne modlitewniki jak m.in. Nasze Modlitwy dostępne do pobrania na smartfony. Jest to o tyle kontrowersyjne, iż dla niektórych osób o konserwatywnych poglądach samo wyciąganie tabletu lub smartfona w kościele jest niemile widziane, jednakże coraz więcej osób korzysta z takich modlitewników.